# Niepołomice (gmina)
Niepołomice – gmina miejsko-wiejska w województwie małopolskim, w powiecie wielickim. Siedzibą gminy są Niepołomice. 
W latach 1976–1998 gmina położona była w województwie krakowskim. Do 1976 na obszarze obecnej gminy Niepołomice, istniało miasto Niepołomice oraz gminy: Podłęże i Zabierzów Bocheński.
Według danych z 31 grudnia 2022 gminę zamieszkiwało 32 781 osób.

## Wspólnoty religijne
- Kościół rzymskokatolicki: 6 parafii
- Świadkowie Jehowy: zbór[3]

## Struktura powierzchni
Według danych z roku 2004 gmina Niepołomice ma obszar 95,1 km², w tym:
- użytki rolne: 67%
- użytki leśne: 15%

Gmina stanowi 22,2% powierzchni powiatu.

## Demografia
- Piramida wieku mieszkańców gminy Niepołomice w 2014 roku[4].

## Sołectwa
Chobot, Ochmanów, Podłęże, Słomiróg, Staniątki, Suchoraba, Wola Batorska, Wola Zabierzowska, Zabierzów Bocheński, Zagórze, Zakrzowiec, Zakrzów.

## Sąsiednie gminy
Biskupice, Drwinia, Gdów, Igołomia-Wawrzeńczyce, Kłaj, Kraków, Wieliczka